# Гаррімен (Теннессі)
Гаррімен (англ. Harriman) — місто (англ. city) в США, в округах Роун і Морган штату Теннессі. Населення — 5892 особи (2020).

## Географія
Гаррімен розташований за координатами 35°55′49″ пн. ш. 84°33′45″ зх. д. / 35.93028° пн. ш. 84.56250° зх. д. (35.930323, -84.562583).  За даними Бюро перепису населення США в 2010 році місто мало площу 27,38 км², з яких 26,87 км² — суходіл та 0,51 км² — водойми.

## Демографія
Згідно з переписом 2010 року, у місті мешкало 6350 осіб у 2656 домогосподарствах у складі 1633 родин. Густота населення становила 232 особи/км².  Було 3185 помешкань (116/км²).
Расовий склад населення:
| - 89,4 % — білих - 7,2 % — чорних або афроамериканців - 0,5 % — азіатів - 0,3 % — корінних американців - 0,1 % — вихідців з тихоокеанських островів |

До двох чи більше рас належало 2,0 %. Частка іспаномовних становила 1,3 % від усіх жителів.
За віковим діапазоном населення розподілялося таким чином: 21,2 % — особи молодші 18 років, 59,0 % — особи у віці 18—64 років, 19,8 % — особи у віці 65 років та старші. Медіана віку мешканця становила 43,7 року. На 100 осіб жіночої статі у місті припадало 87,4 чоловіків;  на 100 жінок у віці від 18 років та старших — 81,1 чоловіків також старших 18 років.
Середній дохід на одне домашнє господарство  становив 31 876 доларів США (медіана — 21 862), а середній дохід на одну сім'ю — 45 295 доларів (медіана — 37 218). Медіана доходів становила 31 412 долари для чоловіків та 27 794 долари для жінок. За межею бідності перебувало 33,4 % осіб, у тому числі 52,5 % дітей у віці до 18 років та 11,7 % осіб у віці 65 років та старших.
Цивільне працевлаштоване населення становило 1846 осіб. Основні галузі зайнятості: освіта, охорона здоров'я та соціальна допомога — 26,1 %, роздрібна торгівля — 17,1 %, виробництво — 12,4 %, мистецтво, розваги та відпочинок — 8,7 %.